# الجبال (مذيخرة)

تعديل مصدري - تعديل

الجبال محلة تابعة لقرية المحدادة، التابعة لعزلة خولان بمديرية مذيخرة إحدى مديريات محافظة إب في الجمهورية اليمنية.، بلغ تعداد سكانها 72 حسب تعداد اليمن لعام 2004.